# Gunung Emping Breh
Gunung Emping Breh är ett berg i Indonesien.   Det ligger i provinsen Aceh, i den västra delen av landet, 1 700 km nordväst om huvudstaden Jakarta. Toppen på Gunung Emping Breh är 1 512 meter över havet.
Terrängen runt Gunung Emping Breh är kuperad åt nordost, men åt sydväst är den bergig. Runt Gunung Emping Breh är det mycket glesbefolkat, med 4 invånare per kvadratkilometer. I omgivningarna runt Gunung Emping Breh växer i huvudsak städsegrön lövskog.